# Pallacanestro Cantù 1998-1999
Questa voce raccoglie le informazioni riguardanti la Pallacanestro Cantù nelle competizioni ufficiali della stagione 1998-1999.

## Stagione
La stagione 1998-1999 della Pallacanestro Cantù, sponsorizzata Polti, è la 42ª nel massimo campionato italiano di pallacanestro, la Serie A1.
La nuova stagione iniziò con una profonda rivoluzione nell'ambiente canturino. Infatti Gianni Corsolini decise dopo dodici anni di lasciare l'incarico di direttore sportivo, mentre Massimo Magri non venne riconfermato. Dunque tornò come allenatore Fabrizio Frates e con esso ci fu anche il clamoroso ritorno del figliol prodigo, Antonello Riva. Nel frattempo dopo undici stagioni di fedele militanza, dalla Serie A1 alla Serie A2 e ritorno, Alberto Rossini decise di accettare la proposta della Virtus Roma, così Eros Buratti ereditò i gradi di capitano. Inoltre la concomitante partenza di Gianni Corsolini riportò a Cantù anche Bruno Arrigoni, ma questa volta in veste di direttore sportivo.
In Coppa Italia la Pallacanestro Cantù superò il Banco di Sardegna Sassari ai sedicesimi, mentre negli ottavi si arrese alla Benetton Treviso, nella gara in cui Eros Buratti si ruppe il legamento crociato. In questo modo Bruno Arrigoni corse ai ripari ingaggiando l'esperto Ron Rowan. Il campionato vide chiudere Cantù all'ottavo posto e ai playoff i biancoblù vennero eliminati agli ottavi dalla Termal Imola.
A fine campionato la moglie di Franco Polti, Teresa, firmò un comunicato stampa nel quale si diceva che la famiglia Polti aveva deciso di vendere la società, così da più parti ci furono interessamenti per rilevare i diritti del campionato di Serie A1, ma il più concreto arrivò dalla Scavolini Pesaro decaduta in A2. Quando però il presidente si era già accordato con Pesaro, spuntò il nome di Francesco Corrado che voleva rilevare la società. In questo modo il 25 maggio accadde il colpo di scena: Franco Polti cedette la società a Francesco Corrado, che scongiurò il pericolo di lasciare una città intera senza il proprio amore: la pallacanestro.

## Roster
| Polti Cantù 1998-1999 | Polti Cantù 1998-1999 |
| Giocatori             | Staff tecnico         |
| --------------------- | --------------------- |

| N. | Naz.                                        | Ruolo | Nome                     | Anno | Alt.   | Peso   |  |
| -- | ------------------------------------------- | ----- | ------------------------ | ---- | ------ | ------ |  |
| 4  | Stati Uniti (bandiera) · Irlanda (bandiera) | G     | Ron Rowan                | 1963 | 196 cm | 98 kg  |  |
| 5  | Italia (bandiera)                           | P     | Andrea Blasi             | 1965 | 185 cm | 80 kg  |  |
| 6  | Stati Uniti (bandiera)                      | A     | Lou Roe                  | 1972 | 199 cm | 96 kg  |  |
| 7  | Stati Uniti (bandiera)                      | C     | Glen Whisby              | 1972 | 203 cm | 112 kg |  |
| 8  | Italia (bandiera)                           | A     | Davide Cristelli         | 1977 | 201 cm | 90 kg  |  |
| 9  | Italia (bandiera)                           | PG    | Massimiliano Romboli     | 1971 | 192 cm | 84 kg  |  |
| 10 | Italia (bandiera)                           | P     | Eros Buratti (C)         | 1971 | 186 cm | 82 kg  |  |
| 11 | Italia (bandiera)                           | C     | Davide Cantarello        | 1968 | 214 cm | 110 kg |  |
| 12 | Italia (bandiera)                           | G     | Antonello Riva           | 1962 | 196 cm | 99 kg  |  |
| 13 | Italia (bandiera)                           | AC    | Christian Di Giuliomaria | 1979 | 208 cm | 108 kg |  |
| 15 | Italia (bandiera)                           | AG    | Alessandro Zorzolo       | 1969 | 202 cm | 96 kg  |  |
|    | Italia (bandiera)                           | PG    | Fabio Borghi             | 1979 | 180 cm | 87 kg  |  |
|    | Italia (bandiera)                           | C     | Bernardo Bruschi         | 1980 | 205 cm | 98 kg  |  |
| -  | Italia (bandiera)                           | P     | Emanuele Della Felba     | 1980 | 188 cm | 84 kg  |  |

| Allenatore                                                                                        |
| - Fabrizio Frates                                                                                 |
| Assistente/i                                                                                      |
| - Sergio Borghi - Dionigi Cappelletti Legenda - (C) Capitano - (IN) Inattivo - Infortunato Roster |

## Mercato

### Sessione estiva
| Acquisti | Acquisti          | Acquisti           | Acquisti   |
| R.       | Nome              | da                 | Modalità   |
| -------- | ----------------- | ------------------ | ---------- |
| ALL      | Fabrizio Frates   | UG Goriziana       | definitivo |
| G        | Ron Rowan         | PAOK Salonicco     | definitivo |
| P        | Andrea Blasi      | Olimpia Pistoia    | definitivo |
| A        | Lou Roe           | Rockford Lightning | definitivo |
| C        | Glen Whisby       | Estudiantes        | definitivo |
| C        | Davide Cantarello | Olimpia Milano     | definitivo |
| G        | Antonello Riva    | UG Goriziana       | definitivo |

| Cessioni | Cessioni           | Cessioni          | Cessioni       |
| R.       | Nome               | a                 | Modalità       |
| -------- | ------------------ | ----------------- | -------------- |
| ALL      | Massimo Magri      | Fortitudo Bologna | fine contratto |
| P        | Alberto Rossini    | Virtus Roma       | fine contratto |
| G        | Franco Binotto     | Viola R. Calabria | fine contratto |
| C        | Walter Berry       | PAOK Salonicco    | fine contratto |
| GA       | Claudio Pilutti    | Fortitudo Bologna | fine contratto |
| AG       | Luca Dalla Vecchia | Ass. Basket Cantù | fine contratto |
| C        | Miroslav Pecarski  | Free agent        | fine contratto |

### Dopo l'inizio della stagione
| Acquisti | Acquisti             | Acquisti      | Acquisti        | Acquisti   |
| R.       | Nome                 | da            | Data            | Modalità   |
| -------- | -------------------- | ------------- | --------------- | ---------- |
| PG       | Massimiliano Romboli | Basket Rimini | 10 ottobre 1998 | definitivo |

| Cessioni | Cessioni | Cessioni | Cessioni | Cessioni |
| R.       | Nome     | a        | Data     | Modalità |
| -------- | -------- | -------- | -------- | -------- |